# Яйцеголовые
«Яйцеголовые» (англ. Coneheads) — американская кинокомедия 1993 года. Фильм основан на скетчах о Яйцеголовых из телешоу «Субботним вечером в прямом эфире». Точный перевод названия фильма — «Конусоголовые»; в действительности форма голов пришельцев из фильма похожа на конус, а не на яйцо.

## Сюжет
Супружеская пара конусоголовых пришельцев с планеты Ремулак в результате крушения космического корабля оказывается на Земле. Ожидая, когда их вернут на родную планету, они пытаются приспособиться к земному образу жизни и даже построить Американскую мечту. Однако по следам необычного семейства идёт глава миграционной службы Сидлинг, готовый из принципа продолжать преследование даже в космосе.

## В ролях
- Дэн Эйкройд — Бельдар Яйцеголовый/Дональд Дечикко
- Джейн Куртин — Праймэтт Яйцеголовая/Мэри Маргарет Дечикко
- Мишель Бёрк — Конни Яйцеголовая
- Майкл Маккин — Горман Сидлинг
- Фил Хартман — Марлакс
- Джейсон Александр — Ларри Фарбер
- Синбад — Отто
- Дэвид Спейд — агент Эли Тернбулл
- Джон Ловитц — доктор Рудольф

- Крис Фарли — механик Ронни
- Адам Сэндлер — Кармин
- Эдди Гриффин — покупатель
- Дейв Томас — Хаймастер
- Кевин Нилон — сенатор